# Tijdelijke invoer
Tijdelijke invoer is een economische douaneregeling die het mogelijk maakt om tijdelijk niet-communautaire goederen te gebruiken binnen de Europese Unie. Er wordt een onderscheid gemaakt in de tijdelijke invoer van
- vervoermiddelen
- andere goederen

Na dit tijdelijke gebruik moeten de goederen weer in ongewijzigde staat buiten de EU worden gebracht.

## Vergunning
Over het algemeen is een vergunning nodig voor het toepassen van de douaneregeling tijdelijke invoer. In de praktijk wordt deze vergunning verleend op de douaneaangifte. Dat wil zeggen dat het aanvaarden van de aangifte automatisch betekent dat de vergunning wordt verleend, zelfs als deze aangifte mondeling wordt gedaan of door een andere handeling. Hierbij wordt vaak gebruikgemaakt van een carnet ATA.

## Tijdelijke invoer van vervoermiddelen
De schorsingregeling van rechten bij invoer heeft betrekking tot vervoermiddelen die al in gebruik zijn en dit ook blijven. Handelsvoorraden van vervoermiddelen zijn uitgesloten evenals vervoermiddelen die na gebruik in het buitenland na invoer verhandeld worden. Op deze grond wordt onder meer de tijdelijke invoer gerealiseerd van de vervoermiddelen van buitenlandse toeristen die op grond van hun kenteken met vrijstelling worden toegelaten.
De vrijstelling geldt alleen voor het buitenlandse, dat wil zeggen niet-EU, kentekennummer gekoppeld aan de betrokken buitenlandse chauffeur. Hierbij wordt een onderscheid gemaakt tussen de bepalingen van het Communautair Douanewetboek en de toepassingverordeningen (TVoCDW), en de nationale bepalingen. Met vrijstelling van rechten bij invoer toegelaten vervoermiddelen mogen maximaal twaalf maanden in de EU verblijven en moeten binnen die termijn weer worden uitgevoerd.

## Tijdelijke invoer van andere goederen
In het algemeen betreft het hier goederen die meer dan een onbeduidende waarde hebben. Zo bestaan er volledige vrijstellingen voor:
- Containers
  - De vrijstelling geldt in het beginsel slechts voor containers in het internationaal vervoer ongeacht de omstandigheid of de of de containers in eigendom toebehoren aan buiten of binnen de EU gevestigde ondernemers.
- Verpakkingsmiddelen
  - Vrijstelling wordt verleend wanneer zij gevuld worden ingevoerd en bestemd zijn om leeg of gevuld weder te worden uitgevoerd of wanneer zij leeg worden ingevoerd en bestemd zijn om gevuld weder te worden uitgevoerd. De verpakkingsmiddelen mogen niet tussen twee in het douanegebied van de EU worden gebruikt behalve met het oog op uitvoer van goederen buiten dit gebied. De verpakkingen moeten binnen zes maanden, als ze gevuld worden ingevoerd, en binnen drie maanden, als ze leeg worden ingevoerd, weer worden uitgevoerd.
- Beroepsuitrusting
- Goederen bestemd om op tentoonstellingen, jaarbeurzen en dergelijke te worden getoond of gebruikt; opvoedkundig en wetenschappelijk materiaal
  - De vrijstelling heeft betrekking op bijvoorbeeld bouw- en decoratiemateriaal voor stands, reclamefilm, projectoren en dergelijke. De maximale verblijfstermijn is 24 maanden na de invoer.
- Medisch-, chirurgisch-, laboratoriummateriaal
- Materiaal ter bestrijding van de gevolgen van rampen
- Andere gevallen van tijdelijke invoer met volledige vrijstelling (bijvoorbeeld monsters met aanzienlijke waarde, films, reizigersbagage)

## Gedeeltelijke vrijstelling
Indien geen gehele vrijstelling bij tijdelijke invoer mogelijk is, kan worden berekend of men in aanmerking komt voor een gedeeltelijke vrijstelling. Dit kan zich enerzijds voordoen wanneer de desbetreffende goederen niet worden genoemd, anderzijds wanneer niet aan alle gestelde voorwaarden wordt voldaan. Geen gedeeltelijke vrijstelling wordt verleend voor:
- Verbruiksgoederen
- Goederen die gelet op hun economische levensduur tijdens hun verblijf in de EU geheel kunnen afgeschreven worden

Wanneer een gedeeltelijke vrijstelling wordt verleend, is het bedrag van de vrijstelling afhankelijk van de verblijfsduur van de goederen in de EU: hoe langer de goederen in de EU blijven, hoe groter het bedrag aan rechten bij invoer wordt dat men verschuldigd is. Het verschuldigde bedrag aan invoerrechten is vastgesteld op 3% per kalendermaand die de goederen in de EU verblijven, van de rechten die verschuldigd zouden zijn geweest indien de goederen in het vrije verkeer zouden zijn gebracht.